# Return of the Obra Dinn
Return of the Obra Dinn é um jogo eletrônico de quebra-cabeça em primeira pessoa desenvolvido e publicado pela 3909 LLC, estúdio liderado pelo projetista Lucas Pope. É o segundo jogo comercial de Pope após Papers, Please, de 2013, e foi lançado em 18 de outubro de 2018 para macOS e Microsoft Windows. Uma versão para Nintendo Switch, PlayStation 4 e Xbox One foi lançada exatamente um ano depois. Return of the Obra Dinn foi aclamado por sua jogabilidade, estilo gráfico e narrativa; ele recebeu diversos prêmios, incluindo o Grande Prêmio Seumas McNally.
Return of the Obra Dinn se passa a bordo de um navio fantasma fictício da Companhia Britânica das Índias Orientais, onde todos os tripulantes e passageiros desapareceram misteriosamente, sendo o objetivo do jogo descobrir como. O jogador, como um agente da companhia encarregada de descobrir o que ocorreu, utiliza uma combinação de método dedutivo e o uso de um relógio Memento Mortem para retornar ao momento da morte de um membro da tripulação com a finalidade de determinar a identidade de cada um dos sessenta deles, como e quando eles morreram e, se morto por outro humano, o nome do assassino. O jogo, jogado a partir de uma visão em primeira pessoa, usa um estilo gráfico monocromático em 1-bit inspirado pelos jogos nos primeiros sistemas Macintosh.

## Jogabilidade

O Memento Mortem sendo utilizado para investigar a causa da morte de um dos tripulantes

Em Return of the Obra Dinn, o jogador entra no papel de um analista de sinistros para o escritório londrino da Companhia Britânica das Índias Orientais em 1807. O Obra Dinn, segurado pela Companhia Britânica das Índias Orientais, havia desaparecido em 1802 quando zarpara para navegar ao redor do Cabo da Boa Esperança, mas agora havia reaparecido no porto sem um único dos sessenta tripulantes vivo. O jogador é encarregado de determinar o destino de todos os tripulantes, incluindo seus nomes, onde e como chegaram à esta sina e, se foram mortos, quem foi o assassino.
Return of the Obra Dinn é efetivamente um grande quebra-cabeça lógico. O jogo é jogado em primeira pessoa, permitindo que o jogador explore completamente o Obra Dinn, usando um estilo de dithering monocromático para imitar os métodos de sombreamento e cores dos primeiros jogos de computador. Para acompanhar seu progresso, o jogador recebe um livro de registro que inclui um desenho de todos os membros da tripulação, a lista de tripulantes e uma planta do navio. Ele também recebe o Memento Mortem, um dispositivo semelhante a um relógio de bolso que pode ser usado em um cadáver. Quando ativado, o jogador ouvirá os eventos que ocorreram nos segundos imediatamente antes da morte e poderá então explorar o momento da morte congelado no tempo. Isso é usado para identificar quem estava presente, capturar momentos em outras salas ou em outros decks e fazer anotações dos detalhes na cena. Essas informações ajudam a conectar os rostos dos colegas de tripulação aos seus nomes e funções. Enquanto explora um momento de morte, o jogador pode usar o relógio de bolso novamente para explorar o destino dos corpos capturados na visão.
Com cada morte, o livro de registro preenche automaticamente informações básicas. O jogador tem a tarefa apenas de nomear aqueles presentes e descrever com precisão a causa de suas mortes. A nomeação da tripulação é feita por meio de pequenas pistas, inferências e dedução lógica - principalmente, estreitando as possibilidades à medida que o jogo avança. As causas da morte são selecionadas a partir de um catálogo, e algumas mortes aceitam mais de uma solução. O jogador pode revisar seu livro de registro à medida que obtém mais informações, mas, para evitar suposições, os “destinos” corretos são validados apenas em conjuntos de três, com exceção dos últimos seis destinos descobertos em uma jogada, que são validados em pares.

## Enredo
O Obra Dinn, um navio mercante da Companhia Britânica das Índias Orientais, parte para o Oriente em 1802 com 51 tripulantes e nove passageiros. Ele não nunca chega ao seu ponto de encontro no Cabo da Boa Esperança e é declarado perdido. Cinco anos depois, o navio reaparece repentinamente na costa da Inglaterra com todos mortos ou desaparecidos. A Companhia das Índias Orientais envia um "Inspetor-Chefe" recém-nomeado para determinar o que aconteceu a bordo. O inspetor recebe uma cópia do diário de bordo, desenhos dos passageiros e da tripulação, e o Memento Mortem de Henry Evans, o cirurgião do navio. O Mortem, quando usado em um cadáver ou seus vestígios, permite ao usuário observar o exato momento da morte do cadáver, congelado no tempo. Com isso e o diário de bordo, o inspetor se propõe a desvendar o destino de todos os sessenta a bordo.
O Obra Dinn transportava vários passageiros, incluindo um músico viajante, uma rica inglesa e sua acompanhante, e dois nobres formosanos e seus guardas transportando um baú de tesouro requintado. A calamidade inicial ocorreu apenas alguns dias depois do início da viagem, com um membro da tripulação esmagado até a morte por carga não segura, e outros dois morrendo de pneumonia apesar dos melhores esforços de Evans para salvá-los.
Pouco depois de chegar às Ilhas Canárias, o segundo-tenente do Obra Dinn está cometendo um roubo quando o músico o pega em flagrante; o tenente o esfaqueia e incrimina um dos guardas. O capitão, obrigado a obedecer aos regulamentos da Companhia, manda executar o homem por fuzilamento. O tenente então organiza um pequeno grupo de homens para roubar o baú e tomar os nobres como reféns a bordo de dois dos escaleres do navio.
Três sereias então emboscam os barcos, matando a maioria do grupo. O ataque das sereias é interrompido apenas quando o formosano homem usa uma concha mágica retirada do baú para atordoar as sereias ao custo de sua vida. O tenente amarra os barcos juntos e retorna ao Obra Dinn com as sereias capturadas, apenas para ser fatalmente baleado pelo guarda formosano sobrevivente ao se aproximar. Quando são trazidas a bordo, as sereias, que possuem suas próprias conchas, atacam e matam vários tripulantes antes que possam ser trancadas com segurança no lazareto.
O capitão ordena que o navio retorne à Inglaterra. As sereias usam magia para convocar uma tempestade terrível, permitindo que um par de demônios marinhos montados em caranguejos-aranha gigantes e um kraken feroz venham as socorrer. Os demônios são mortos, mas a tripulação sofre pesadas baixas e os canhões do Obra Dinn são em grande parte destruídos. O capitão desce ao convés e mata duas das sereias antes que a terceira mande o kraken embora. A sereia sobrevivente é libertada, mas apenas depois de concordar em guiar o navio.
Os passageiros sobreviventes e parte da tripulação decidem abandonar o Obra Dinn e seguir para a costa oeste da África, mas apenas Evans e seu barco chegam em segurança. Evans mata seu macaco de estimação no lazareto e guarda sua pata. O punhado de sobreviventes ainda a bordo gradualmente se volta uns contra os outros, antes de finalmente tentarem tomar o controle do navio. O capitão consegue matá-los em combate corpo a corpo, mas com sua esposa já morta por ferimentos sofridos durante o ataque do kraken, ele comete suicídio.
O inspetor eventualmente cataloga os destinos de 58 das sessenta pessoas a bordo, partindo apenas quando uma súbita tempestade afunda o Obra Dinn danificado. O diário de bordo completo é enviado de volta para Evans, e um relatório de seguro é escrito, compensando ou multando os patrimônios dos tripulantes perdidos, dependendo de sua conduta. Um ano depois, Jane Bird, uma das sobreviventes que fugiu com Evans, envia o livro de volta para o inspetor junto com a pata do macaco e uma carta dizendo que Evans morreu pouco depois de receber o diário de bordo de volta. O inspetor usa o Mortem na pata do macaco para deduzir o que aconteceu no lazareto e catalogar os últimos dois destinos, completando assim toda a história do Obra Dinn para sua coleção pessoal.

## Desenvolvimento

Os gráficos de Return of the Obra Dinn combinam cenários tridimensionais com uma renderização em "1-bit"

Ao longo de sua carreira, Lucas Pope desenvolveu uma apreciação por gráficos 1-bit utilizados em muitos dos jogos mais antigos de Macintosh. Na sequência de Papers, Please, Pope queria criar um jogo que utilizasse a estética de 1-bit como um novo jogo experimental, levando-o a desenvolver um motor de jogo que permitia ao jogador se mover em um espaço 3D, mas com todos os elementos do cenário renderizados neste estilo, tudo dentro do motor Unity. Pope queria garantir que o jogo fosse visualmente inteligível de quase todos os ângulos, desafiando-o em alguns aspectos da renderização. Separadamente, ele descobriu que, apesar de os gráficos 1-bit funcionarem bem quando exibidos em uma janela, em tela cheia os jogadores sofriam de enjoo. O método de renderização foi modificado para criar o equivalente a um desfoque de movimento para essa abordagem de dithering. Em certo ponto, Pope chegou a considerar criar um efeito de renderização de tubo de raios catódicos, mas optou por não fazê-lo.
Com o estilo decidido, ele então voltou atrás para determinar qual jogo criar a partir daquilo. Sua ideia inicial era um jogo onde o jogador morreria repetidas vezes, vendo os eventos que levavam à morte a partir de seu cadáver, e então seria transportado para um minuto antes da morte para manipular o ambiente de forma a recriar aquela morte. Entretanto, Pope achou isto tecnicamente desafiador demais, mas reutilizou a ideia de flashbacks a momentos de morte, usando esta abordagem e mecânica para contar uma história.
A narrativa do jogo foi a parte que mais demorou no desenvolvimento. Pope publicou um teaser de Return of the Obra Dinn em 2014 enquanto completava Papers, Please, antecipando um lançamento no ano seguinte. Em vez disso, ele levou mais quatro anos. Pope lançou uma demo limitada para a Game Developers Conference de 2016, que tinha apenas seis destinos para o jogador deduzir. O feedback foi positivo, então ele começou a expandir a história do jogo mais do que esperava. Internamente, Pope criou planilhas para vincular todos os vários personagens e seus destinos, e para garantir que os jogadores seriam capazes de seguir logicamente as sequências de mortes. Isso terminou com ele escrevendo o diálogo necessário para algumas cenas e contratando dubladores que conseguiam imitar os sotaques da época.

Parte do desenho da tripulação disponível no diário de bordo, criado para facilitar o seguimento lógico da trama

Com uma história mais completa, Pope criou uma nova demo para levar à PAX Australia em novembro de 2016, adicionando treze personagens adicionais à demo original. No entanto, ao contrário da primeira demo, as mortes foram apresentadas fora de ordem cronológica, e os jogadores ficaram confusos sobre como progredir. Pope percebeu que essa confusão se tornaria pior com o elenco completo de personagens. Ele encontrou uma solução ao ter dez eventos na narrativa servindo como catalisadores para as mortes, dividindo a história em seções e permitindo que a trama fosse mais digerível para o jogador. Dividir o jogo em “capítulos” então levou à criação do diário de bordo, servindo como a linha do tempo para o jogo e catalogando a tripulação do navio da mesma maneira que a verdadeira Companhia das Índias Orientais.
Pope afirmou que não estava preocupado com o desempenho financeiro de Return of the Obra Dinn, porque ainda estava ganhando uma receita significativa de Papers, Please. Ele considerou Obra Dinn um projeto pessoal e não se pressionou com prazos ou marketing. Return of the Obra Dinn foi lançado para macOS e Windows em 17 de outubro de 2018, publicado pelo estúdio 3909 LLC. Versões para o Nintendo Switch, PlayStation 4 e Xbox One, portadas pela Warp Digital, foram lançadas em 18 de outubro de 2019. Edições físicas foram lançadas através da Limited Run Games para o PS4 e Nintendo Switch em 2020.

## Recepção
Return of the Obra Dinn recebeu "críticas geralmente favoráveis", de acordo com o agregador de críticas Metacritic. Colin Campbell, da Polygon, recomendou o jogo, dizendo que "Return of the Obra Dinn leva as convenções das novelas policiais e as transforma em narrativas caleidoscópicas que são perplexantes e encantadoras. Isto não é meramente um grande jogo, é o trabalho de uma inteligência intensa e criativa." Chris Kohler, da Kotaku, afirmou que o jogo conta com "quebra-cabeças habilmente construídos, linda construção de mundo e uma história fascinante." Patrick Hancock, da Destructoid, comentou que Pope tinha “acertado em cheio” como uma continuação de Papers, Please, e comentou que mesmo depois de terminar o jogo, ele “não conseguia parar de pensar” nele. Javy Gwaltney, da Game Informer, chamou o seu estilo artístico de “visualmente impressionante”, e elogiou o ritmo e o pensamento colocados no jogo. No entanto, ele foi menos elogioso com o final, comentando que o “pagamento final não complementa a jogabilidade bem-pensada”.
O jogo recebeu elogios por sua originalidade. Andreas Inderwildi, da Rock Paper Shotgun, comentou que o jogo era mais do que apenas sobre raciocínio lógico, mas que os jogadores deveriam levar em conta como os humanos agiriam em uma emergência. Em sua análise para a Eurogamer, Christian Donlan comentou que o estilo gráfico do jogo fazia com que ele “não se parecesse com nenhum outro”, e o comparou a Sudoku. Katherine Cross, da Gamasutra, elogiou a atmosfera minimalista do jogo, e que os personagens “pareciam pessoas”. Tom Marks, da IGN, descreveu o jogo como sendo cheio de vida, apesar do uso de imagens estáticas para transmitir a história.
Alguns jornalistas compararam positivamente o jogo a Her Story, um jogo com uma história similarmente misteriosa onde o jogador deve montar a linha do tempo de eventos e chegar a conclusões a partir de diversos clipes de vídeo. Colin Campbell comentou que os dois jogos o fizeram pegar "um caderno e uma caneta", enquanto Andrew Webster, do The Verge, comentou que os dois jogos eram sobre a criação de esclarecimento, mesmo em situações confusas. Webster então afirmou que haviam muitas maneiras de apreciar o jogo; que um jogador poderia obsessivamente procurar os mistérios do jogo ou simplesmente aproveitar a "história chocante e macabra."

### Prêmios e indicações
Várias publicações incluiram Return of the Obra Dinn como um dos melhores jogos de 2018, incluindo Edge, Polygon, USGamer, GameSpot, The Nerdist, The Daily Telegraph, The New Yorker, The Escapist e The Enemy. Uma enquete de 2023 publicada pela GQ listou Return of the Obra Dinn como um dos melhores jogos de todos os tempos.
| Ano  | Premiação                         | Categoria                                        | Resultado | Ref.          |
| ---- | --------------------------------- | ------------------------------------------------ | --------- | ------------- |
| 2018 | The Game Awards 2018              | Melhor Direção de Arte                           | Venceu    | [ 44 ] [ 45 ] |
| 2018 | The Game Awards 2018              | Melhor Jogo Independente                         | Indicado  | [ 44 ] [ 45 ] |
| 2018 | Titanium Awards                   | Jogo do Ano                                      | Indicado  | [ 46 ] [ 47 ] |
| 2018 | Titanium Awards                   | Melhor Jogo Independente                         | Venceu    | [ 46 ] [ 47 ] |
| 2018 | Titanium Awards                   | Melhor Design de Narrativa                       | Indicado  | [ 46 ] [ 47 ] |
| 2018 | Titanium Awards                   | Melhor Design de Jogo                            | Indicado  | [ 46 ] [ 47 ] |
| 2019 | New York Game Awards              | Off Broadway Award para Melhor Jogo Independente | Indicado  | [ 48 ]        |
| 2019 | D.I.C.E. Awards 2019              | Jogo do Ano                                      | Indicado  | [ 49 ]        |
| 2019 | D.I.C.E. Awards 2019              | Jogo de Aventura do Ano                          | Indicado  | [ 49 ]        |
| 2019 | D.I.C.E. Awards 2019              | Excelência em Design de Jogo                     | Indicado  | [ 49 ]        |
| 2019 | D.I.C.E. Awards 2019              | Excelência em Direção de Jogo                    | Indicado  | [ 49 ]        |
| 2019 | D.I.C.E. Awards 2019              | Excelência em História                           | Indicado  | [ 49 ]        |
| 2019 | D.I.C.E. Awards 2019              | Excelência em Jogo Independente                  | Indicado  | [ 49 ]        |
| 2019 | NAVGTR Awards                     | Melhor Jogo de Quebra-cabeça                     | Indicado  | [ 50 ]        |
| 2019 | SXSW Gaming Awards                | Excelência em Arte                               | Indicado  | [ 51 ]        |
| 2019 | SXSW Gaming Awards                | Excelência em Design                             | Indicado  | [ 51 ]        |
| 2019 | Independent Games Festival Awards | Seumas McNally Grand Prize                       | Venceu    | [ 52 ] [ 53 ] |
| 2019 | Independent Games Festival Awards | Excelência em Arte Visual                        | Indicado  | [ 52 ] [ 53 ] |
| 2019 | Independent Games Festival Awards | Excelência em Narrativa                          | Venceu    | [ 52 ] [ 53 ] |
| 2019 | Independent Games Festival Awards | Excelência em Áudio                              | Indicado  | [ 52 ] [ 53 ] |
| 2019 | Independent Games Festival Awards | Excelência em Design                             | Indicado  | [ 52 ] [ 53 ] |
| 2019 | Game Developers Choice Awards     | Jogo do Ano                                      | Indicado  | [ 54 ] [ 55 ] |
| 2019 | Game Developers Choice Awards     | Melhor Narrativa                                 | Venceu    | [ 54 ] [ 55 ] |
| 2019 | Game Developers Choice Awards     | Melhor Arte Visual                               | Indicado  | [ 54 ] [ 55 ] |
| 2019 | Game Developers Choice Awards     | Prêmio de Inovação                               | Indicado  | [ 54 ] [ 55 ] |
| 2019 | British Academy Games Awards      | Melhor Jogo                                      | Indicado  | [ 56 ] [ 57 ] |
| 2019 | British Academy Games Awards      | Realização Artística                             | Venceu    | [ 56 ] [ 57 ] |
| 2019 | British Academy Games Awards      | Design de Jogo                                   | Venceu    | [ 56 ] [ 57 ] |
| 2019 | British Academy Games Awards      | Inovação de Jogo                                 | Indicado  | [ 56 ] [ 57 ] |
| 2019 | British Academy Games Awards      | Narrativa                                        | Indicado  | [ 56 ] [ 57 ] |
| 2019 | British Academy Games Awards      | Propriedade Original                             | Indicado  | [ 56 ] [ 57 ] |
| 2019 | Italian Video Game Awards         | Melhor Direção de Arte                           | Indicado  | [ 58 ]        |
| 2019 | Italian Video Game Awards         | Melhor Jogo Independente                         | Indicado  | [ 58 ]        |